# August Notterdam
August Notterdam (Dudzele, 19 december 1834 - Brugge, 16 september 1879) was burgemeester van de gemeente Dudzele, een dorp in de poldervlakte ten noorden van Brugge, van 1862 tot 1879.

## Boer en burgemeester
August (ook Augustin genoemd) Notterdam was boer op de hoeve Keereman. Hij had ook een kleine steenbakkerij. Hij was de zoon van Pieter Jacob Notterdam (1788-1858 en Isabelle Malefason (°1798), een van de negen kinderen van burgemeester François Malefason. August trouwde met Amelie Bulcke (°1835) en ze kregen negen kinderen.
Op 9 juli 1862 werd hij burgemeester, in opvolging van Pieter Proot. Zijn leeftijd, 28 jaar, contrasteerde met de gevorderde leeftijd van veel van zijn voorgangers. De gemeenteraad bestond verder uit de schepenen Pieter Lannoye en Pieter Devliegher en de raadsleden Frans Proot, Frans Jaxcsens en Filip Dejaegher. Bij de gedeeltelijke vernieuwing van 1863 verdwenen Frans Proot en Frans Jaxcsens en kwamen in vervanging, schepen Pieter Debree en de raadsleden Pieter Maenhoudt, Joseph Constant en Adolf Demaerschalck. Pieter Lannoye was nu gewoon raadslid.
Notterdam was pas benoemd of een eerste grote gebeurtenis vond plaats: een spoorweg Brugge-Blankenberge trok door de gemeente en werd op 6 augustus 1863 in gebruik genomen. Dudzele kreeg een klein stationsgebouw.
Vanaf 1 januari 1864 nam het gemeentebestuur zijn intrek in het Hof van Commercie.
Na de verkiezingen van juli 1872 zag de gemeenteraad er als volgt uit: burgemeester A. Notterdam, schepenen Pieter Maenhoudt en Pieter Debree, leden Frans Proot, Jan Dendooven, Frans Demaecker, Lodewijk Brusselle, Pieter Wentein en J. Jacxsens. Notterdam bleef burgemeester tot aan zijn dood in 1879.
Hij overleed plots op 16 september 1879 in een woning op de Vrijdagmarkt in Brugge. Het is zeer waarschijnlijk dat hij naar de veemarkt was getrokken en er een beroerte kreeg. Schepen Pieter Maenhoudt trad op als dienstdoende burgemeester.
Niet lang na zijn overlijden werd Frans Demaecker burgemeester. Hij bleef dit slechts een jaar. Het duurde daarna tot 1884 alvorens eerste schepen Pieter Maenhoudt tot burgemeester werd benoemd. Ondertussen waren Maenhoudt en Debree, na Demaecker, afwisselend dienstdoende burgemeester.